# Viuz-en-Sallaz
Viuz-en-Sallaz település Franciaországban, Haute-Savoie megyében. Lakosainak száma 4668 fő (2022. január 1.). Viuz-en-Sallaz Bogève, Fillinges, Marcellaz, Peillonnex, Saint-André-de-Boëge, Saint-Jeoire, La Tour és Ville-en-Sallaz községekkel határos.

## Népesség
A település népessége az elmúlt években az alábbi módon változott:
| Lakosok száma | 4001 | 4206 | 4390 | 4374 | 4427 | 4454 | 4532 | 4600 | 4668 |
|               | 2013 | 2015 | 2016 | 2017 | 2018 | 2019 | 2020 | 2021 | 2022 |